# تپه دیوداغی حور
تپه دیوداغی حور مربوط به اوایل هزاره اول قبل از میلاد است و در شهرستان نمین، بخش ویلکیج، روستای حور واقع شده و این اثر در تاریخ ۱۷ اسفند ۱۳۸۱ با شمارهٔ ثبت ۷۵۱۶ به‌عنوان یکی از آثار ملی ایران به ثبت رسیده است.